# エースの条件
『エースの条件』（エースのじょうけん）は、原作・花登筐、作画・水島新司による日本の高校野球漫画作品。1969年に『週刊少年キング』（少年画報社）にて連載された。アニメ化などはされていないが、続編の『アパッチ野球軍』（作画・梅本さちお）はアニメ化され、未だ根強い人気のある作品となっている。単行本は少年画報社･ひばり書房からそれぞれ全5巻が発売されていたが、長らく絶版となっている。

## ストーリー
大阪・朝陽高校野球部でエースピッチャーとして活躍を期待される堂島剛は、優しくも厳しい恩師・ネギ先生やガジ監督などに見守られて日々努力を続けるが、同じ投手で朝陽高校の理事長を父に持つ広部光一によって、事あるごとに嫌がらせを受けていた。
そしてそんな彼に、父・剛造の刑務所入り、母・しず子の交通事故死、プロ野球のスカウトをめぐるトラブルといった不幸が次々と襲うのだった。

## 解説
本作は水島新司の本格野球漫画の、実質的な第一作である（この後水島は『男どアホウ甲子園』でヒットを飛ばす）。原作が下町人情劇の名手・花登筐ということもあり、長屋住まいの貧乏高校生を主人公に据えた本作は、多少の喜劇性などを入れてはあるものの、陰湿で執拗なイジメ、父親の犯罪、富裕層と貧困層の越えられない壁、借金をネタとした罠にはめられた主人公が野球協約に違反して選手生命を奪われそうになるなど、スポ根ものの爽快感やカタルシスよりも、野球チームのエースとなる為の茨の道と苦悩が強調されて描かれた作品となった。それは、別の高校に転校した広部の投げる野球チームと甲子園で対戦し、怪我をした腕で完投した主人公が敗北するという、苦さの残る最終回で結実しているといえるだろう。
その後本作の主人公・堂島剛がプロ野球を断念し、田舎の私塾の野球部の指導者として招かれる続編が、『アパッチ野球軍』である。

## コミックスサブタイトル
第4巻以外は少年画報社版･ひばり書房版共通
1. きずだらけの左腕
2. スイッチ・ピッチャー
3. 闘魂のホームスチール
4. 少年画報社版･悲涙のマウンド　ひばり書房版･スカウト
5. 栄光のグラウンド